# Grootdrink
Grootdrink is een dorp gelegen in de gemeente !Kheis in de Zuid-Afrikaanse provincie Noord-Kaap. Het dorp is bekend als het centrum van de wijnproductie in de Noord-Kaap.